# Porte de Cardalhac
La porte de Cardalhac est une porte de ville située à Villeneuve, en France.

## Localisation
La porte de ville est située sur la commune de Villeneuve, dans le département de l'Aveyron, en région Midi-Pyrénées.

## Historique
L'édifice est inscrit au titre des monuments historiques par arrêté du 17 février 1928.

## Galerie

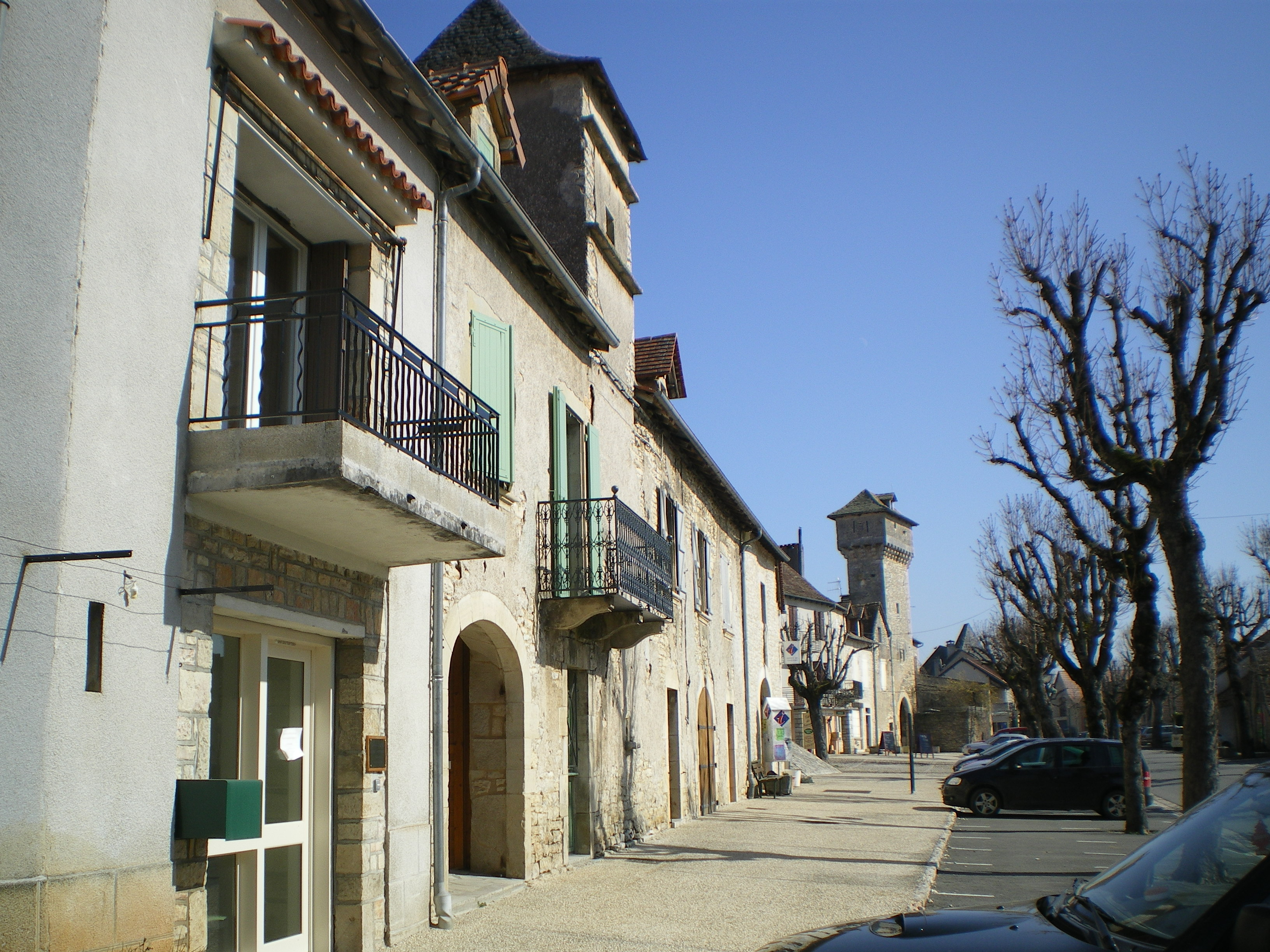
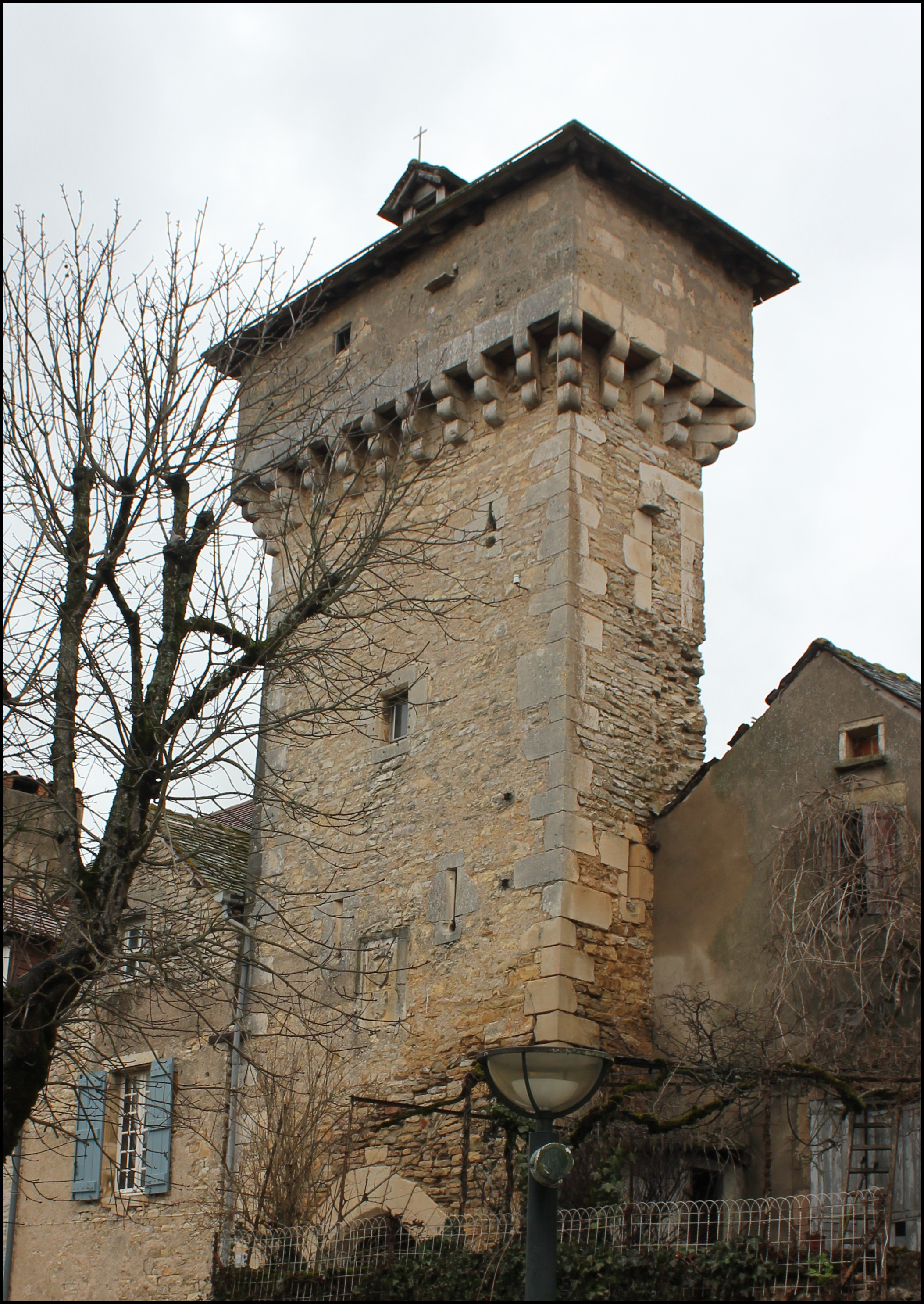
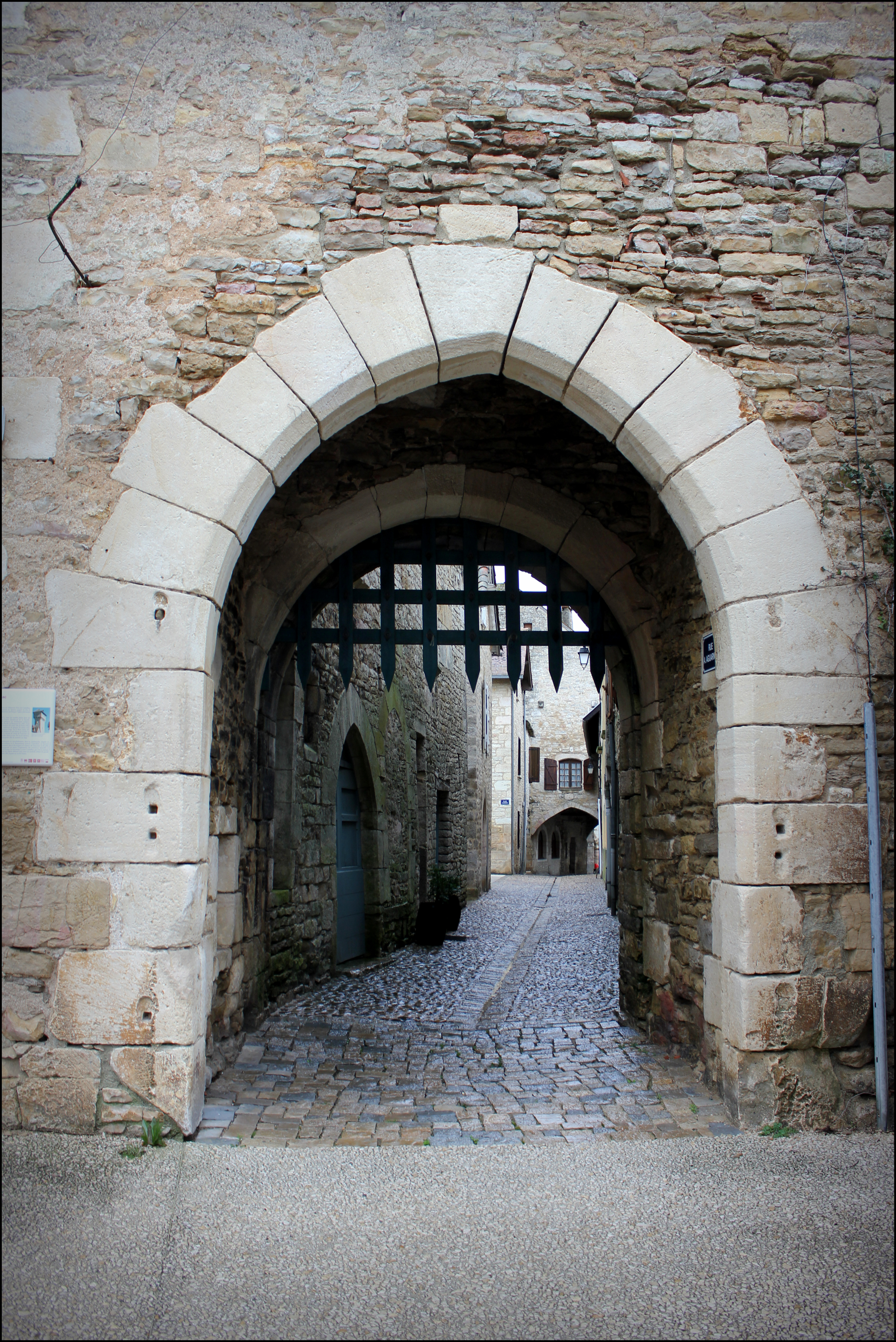